# Nuno Marçal
Nuno Ricardo Oliveira Marçal (Campanhã, 14 novembre 1975) è un ex cestista portoghese.